# Özyeğin-Universität
Die Özyeğin Üniversitesi ist eine private Universität in Istanbul. Sie wurde 2007 von der Hüsnü-Özyeğin-Stiftung gegründet. Seit 2011 befindet sich der Campus im Stadtteil Çekmeköy auf der asiatischen Seite.

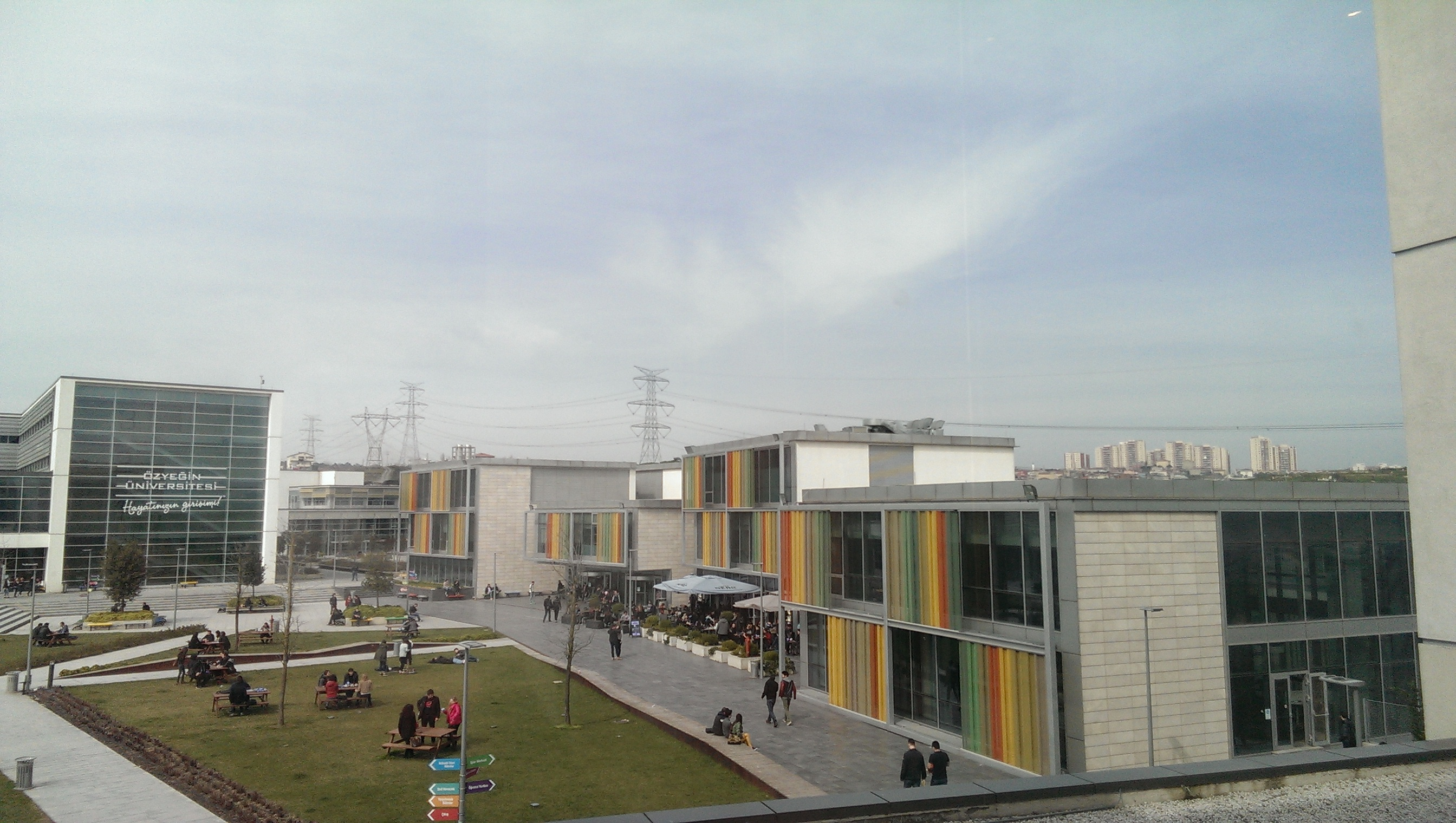
Die Özyeğin Universität 2015

## Fakultäten
- Fakultät für Betriebswirtschaft
- Fakultät für Ingenieurswissenschaften
- Fakultät für Sozialwissenschaften
- Fakultät für Luftfahrtwesen und Aeronautik
- Fakultät für Rechtswissenschaft
- Fakultät für Architektur und Design
- Fakultät für Angewandte Wissenschaften

## Bekannte Absolventen
- İrem Karamete